# 20851 Рамачандран
20851 Рамачандран (20851 Ramachandran) — астероїд головного поясу, відкритий 1 листопада 2000 року.
Тіссеранів параметр щодо Юпітера — 3,294.